# Ideiglenes Kormány

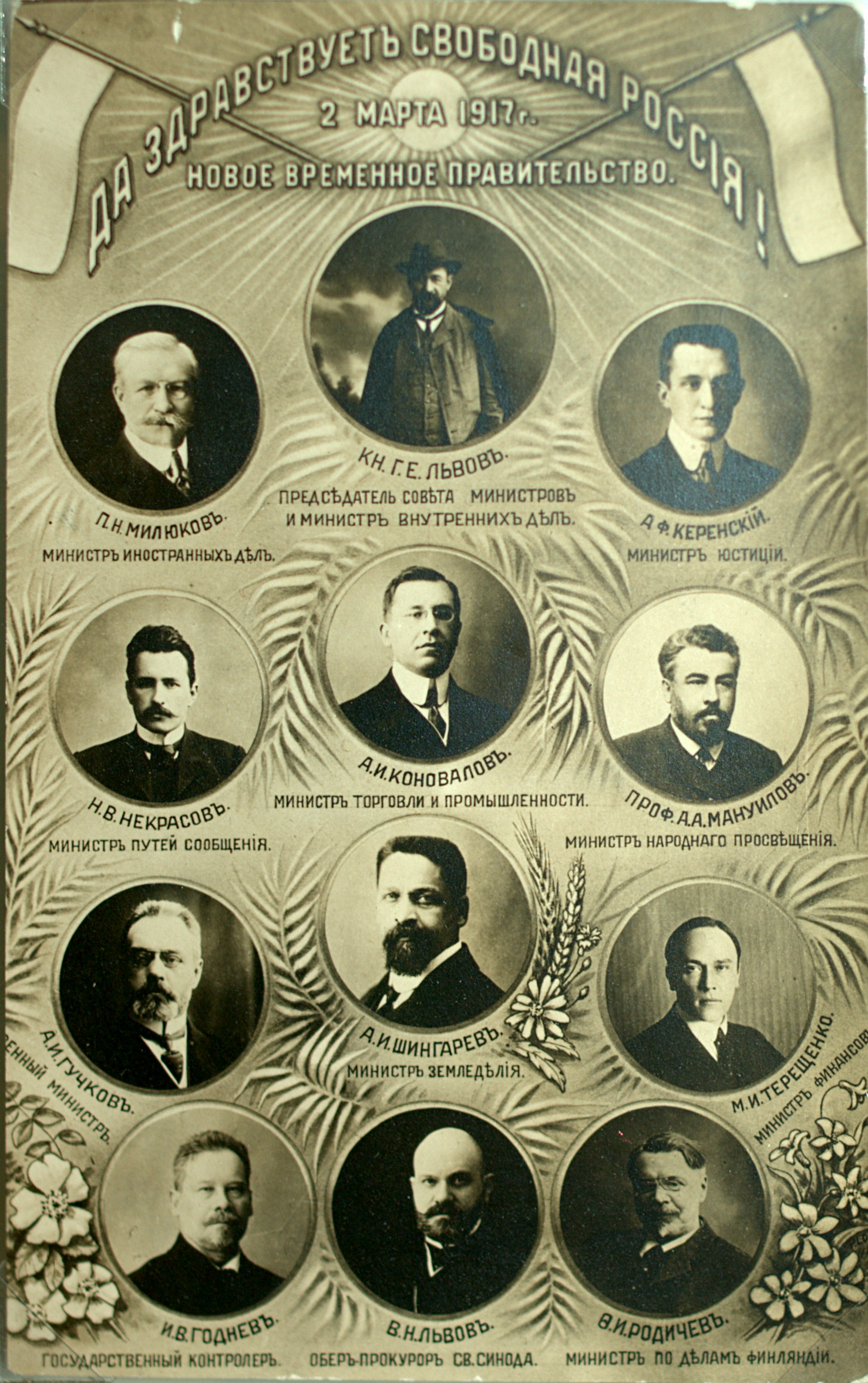
Az Ideiglenes Kormány tagjait ábrázoló 1917-es plakát

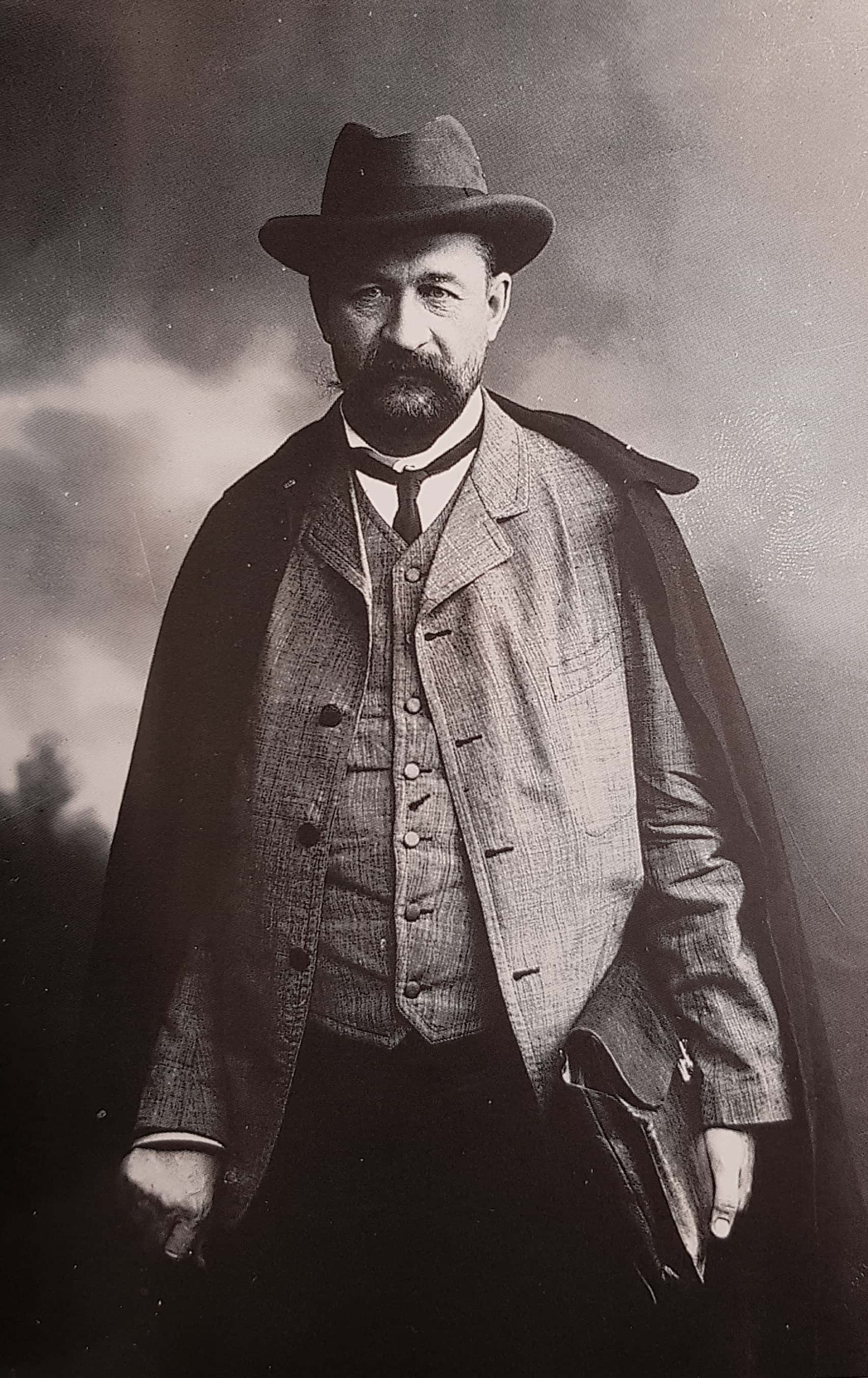
Lvov herceg, miniszterelnök 1917 márciusában

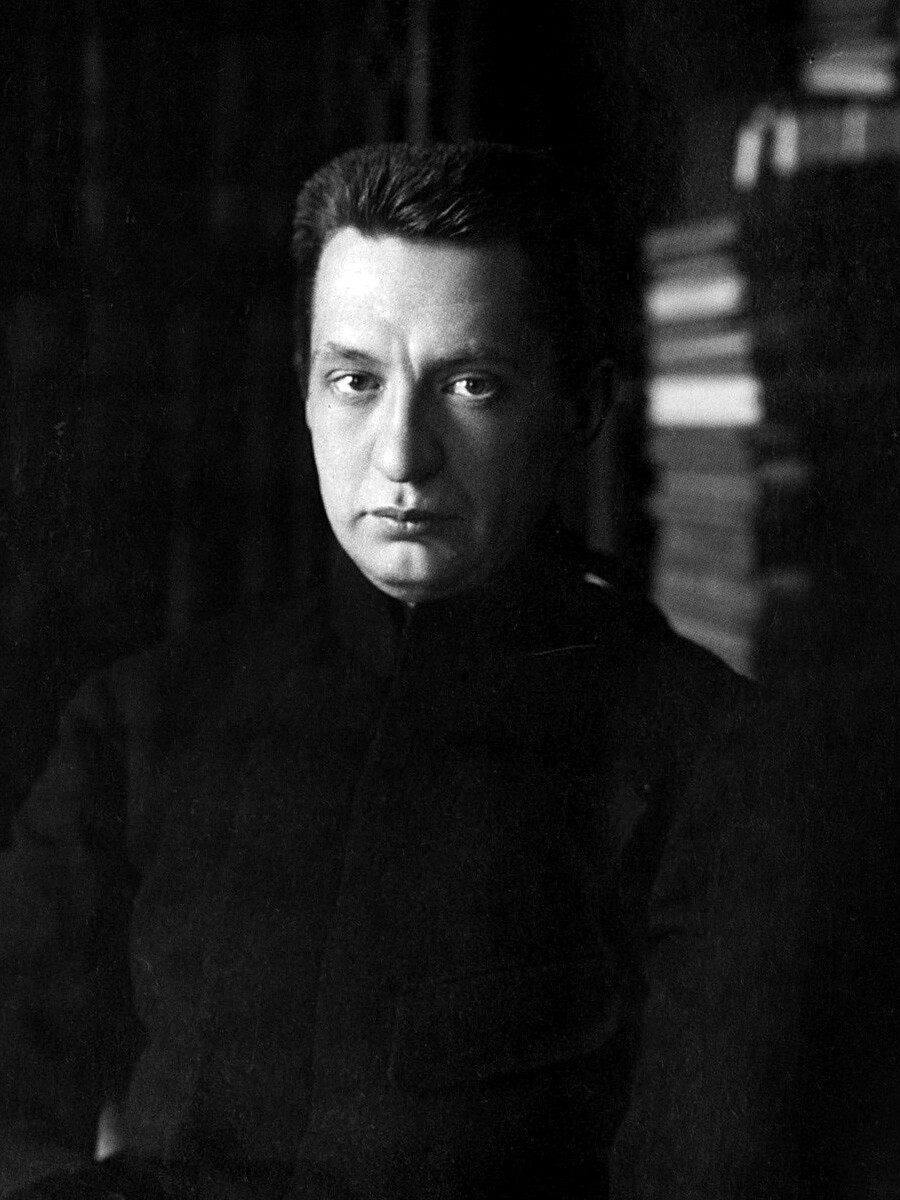
Kerenszkij 1917-ben

Az oroszországi Ideiglenes Kormány (Ideiglenes Forradalmi Kormány, Oroszországi Ideiglenes Kormány) (orosz nyelven Временное правительство) az 1917-es februári orosz forradalom eredményeképpen jött létre és az 1917-es októberi orosz forradalomig állt fenn. Fő célja új alkotmányozó nemzetgyűlés összehívása és annak révén az ország új államformájának meghatározása, törvényhozásának, végrehajtó hatalmának (kormányzatának) kiépítése volt. Az országban azonban nagy befolyással rendelkeztek a munkás- és katonatanácsok (szovjetek), amelyek korlátozták a kormány hatalmát és gyakorlatilag kettős hatalom alakult ki. Az államforma ügyében szeptember 1/14-re sikerült csak döntésre jutni, amikor is kikiáltották az Oroszországi Köztársaságot. Hamarosan azonban, az októberi forradalomban a bolsevikok kerültek hatalomra, és eltörölték a polgári köztársaságot.

## Története
Az 1917-es februári orosz forradalom során, március 12/február 27-én este az Állami Duma képviselőinek egy csoportja Mihail Vlagyimirovics Rodzjanko vezetésével bizottságot hozott létre, amely „magára vállalta a kormányzás és a közrend helyreállítását”. Kiáltványukat március 13/február 28-án ragasztották ki szerte a városban.
Közvetlenül a II. Miklós orosz cár lemondása után, március 15/március 2-án Georgij Jevgenyjevics Lvov herceg, az Alkotmányos Demokrata Párthoz (kadetok) közel álló politikus vezetésével létrejött az Ideiglenes Kormány.
Megalakulásának másnapján az Ideiglenes Kormány az Izvesztyija című lapban közzétette céljait.
- Teljes és azonnali amnesztia minden politikai és vallási elítéltnek.
- Sajtó- és gyülekezési szabadság, beleértve a hadsereg állományát is.
- Minden örökletes, vallási és nemzetiségi előjog illetve korlátozás eltörlése.
- Azonnali lépések az általános, egyenlő és titkos választások előkészítésére az Alkotmányozó Nemzetgyűlés megválasztása érdekében.
- A rendőrség felváltása népi milíciával, mely a helyi hatóságok alárendeltségében működik.
- Helyi önkormányzati választások.
- Nem szerelik le és nem vonják ki Petrográdból a forradalomban résztvevő katonai egységeket
- A katonai fegyelem megtartása mellett az általános polgári jogok biztosítása a katonák számára.

A közleményben a kormány tovább kötelezte magát arra, hogy a reformok végrehajtását nem fékezi a háború körülményekre történő hivatkozással.
A program nagy hiányossága volt, hogy nem foglalkozott az oroszországi lakosság legfontosabb aktuális problémáival, a háború befejezésével és a feudális nagybirtokrendszer felszámolásával, a parasztság földhöz juttatásával.
A bolsevikok és a többi forradalmi csoportosulás Karl Marx tanai alapján úgy tartották, hogy Oroszországban még nem érett meg a helyzet a szocialista forradalomra, előbb polgári demokratikus fordulatra van szükség, ezért nem tartottak igényt a kormányban való részvételre.
Március végén az Egyesült Államok, az Egyesült Királyság, Franciaország és Olaszország elismerték az új orosz kormányt.
Az Ideiglenes Kormány azonban nem tudott hatékony intézkedéseket hozni és még kevésbé végrehajtani. A kormányt bal- és jobboldalról egyaránt súlyos támadások érték. A baloldalon fő ellenfele a Petrográdi Szovjet, az orosz főváros, egyben legfontosabb kikötő- és ipari város hatalmi szerve volt, amely kezdetben együttműködött az Ideiglenes Kormánnyal, de hamarosan kiépítette hatalmát az Orosz Cári Hadseregben, – amely elvileg hűséget esküdött az Ideiglenes Kormánynak és a politikai viharok ellenére tartotta a németekkel szemben a frontvonalakat – valamint a pétervári gyárakban és az orosz vasútvonalakon. Ez a vetélkedés, amit a történetírás kettős hatalomnak nevez, egészen az 1917-es októberi orosz forradalomig tartott.

## Kezdeti összetétele
| tárca                             | név                                 | pártállás             | a kinevezés ideje |
| --------------------------------- | ----------------------------------- | --------------------- | ----------------- |
| miniszterelnök és belügyminiszter | Georgij Jevgenyjevics Lvov          |                       | 1917. március     |
| külügy                            | Pavel Nyikolajevics Miljukov        | kadet                 | 1917. március     |
| külügy                            | Mihail Ivanovics Tyerescsenko       | pártonkívüli          | 1917. április     |
| hadügy és haditengerészet         | Alekszandr Ivanovics Gucskov        | oktobrista            | 1917. március     |
| hadügy és haditengerészet         | Alekszandr Fjodorovics Kerenszkij   | eszer                 | 1917. április     |
| közlekedés                        | Nyikolaj Visszarionovics Nyekraszov | kadet                 | 1917. március     |
| kereskedelem és ipar              | Alekszandr Konovalov                | Haladó Párt           | 1917. március     |
| igazságügy                        | Alekszandr Fjodorovics Kerenszkij   | eszer                 | 1917. március     |
| igazságügy                        | Pavel Nyikolajevics Pereverzev      | eszer                 | 1917. április     |
| pénzügy                           | Mihail Ivanovics Tyerescsenko       | pártonkívüli          | 1917. március     |
| pénzügy                           | Andrej Ivanovics Singarjov          | kadet                 | 1917. április     |
| oktatás                           | Alekszandr Manuilov                 | kadet                 | 1917. március     |
| mezőgazdaság                      | Andrej Ivanovics Singarjov          | kadet                 | 1917. március     |
| mezőgazdaság                      | Viktor Mihajlovics Csernov          | eszer                 | 1917. április     |
| munkaügy                          | Matvej Ivanovics Szkobeljev         | mensevik              | 1917. április     |
| élelmezés                         | Alekszej Vasziljevics Pesehonov     | Népi Szocialista Párt | 1917. április     |
| posta és távíró                   | Irakli Cereteli                     | mensevik              | 1917. április     |
| egyházügy                         | Vlagyimir Nyikolajevics Lvov        | Haladó Párt           | 1917. március     |

## Az áprilisi válság
1917. április 18-án/május 1-jén Miljukov külügyminiszter üzenetet küldött a szövetséges hatalmaknak, amiben biztosította őket arról, hogy Oroszország folytatja a háborút a németek ellen annak „dicsőséges befejezéséig”. Válaszul háborúellenes tömegtüntetések robbantak ki, Miljukov lemondását követelve. A kormány hívei ellendemonstrációkat szerveztek, de Miljukov és Alekszandr Ivanovics Gucskov hadügyminiszter lemondásra kényszerültek. A kormány felszólította a Petrográdi Szovjetet koalíciós kormány létrehozására. A tárgyalások eredményeképpen április végén hat szocialista miniszter csatlakozott a kormányhoz. A Petrográdi Szovjet sem volt egységes ekkoriban politikailag; a bolsevikok befolyása növekedőben volt, de erős volt még a jobbszárny, és az Ideiglenes Kormány polgári erői rájuk kívántak támaszkodni. A központi hatalom hatékonysága azonban továbbra sem javult.

## A júniusi offenzíva
1917 nyár elején a kormány liberális politikusai meggyőzték a mérsékelt szocialista partnereiket, hogy hogy szükség van egy nagyszabású támadásra a németek ellen. Erre kérték őket az angolok és a franciák a nyugati front nehéz helyzete miatt, de belpolitikai szempontból is fontos lett volna egy siker, a hadsereg feletti ellenőrzés visszaszerzése, továbbá jobb helyzetet akartak kialakítani a frontokon a várható béketárgyalások előtt.
A kormány tagjai egyetértettek abban, hogy egy sikeres offenzíva egyesítené az ország népét és helyreállítaná a hadsereg morálját. A hadügyminiszter, Kerenszkij, aki szenvedélyes szónok volt, gyors körutazást tett a frontokon és mindenfelé mozgósító beszédeket tartott, amelyekben szinte hisztérikusan követelte a katonáktól a hősies önfeláldozást: „Nekünk, forradalmároknak, jogunk van meghalni!” – harsogta. Hallgatóira nagy hatást gyakorolt, de amint továbbutazott, elmúlt a varázs.
A Kerenszkij-offenzíva június 18/július 1-án indult, és kezdeti sikerek után hamarosan összeomlott. Sok katona dezertált, mások fellázadtak, néhány tisztet is megöltek a harc helyett. Az orosz hadsereg sokezer katonát és hatalmas területeket veszített.

## A júliusi válság
Július 2/július 15-én az Ideiglenes Kormány kadet miniszterei lemondtak, tiltakozásul a kormányfő által az ukrán nacionalistáknak tett engedmények miatt. A kormányzati zűrzavar újabb tömegtüntetéseket generált. Július 3-án a petrográdi 1. számú gépfegyveres ezred katonái fellázadtak, a kormány székhelye, a Tauriai-palota elé vonultak és a bolsevikok jelszavát hangoztatták: „Minden hatalmat a szovjeteknek!” Lenin és a bolsevikok idő előttinek tartották a spontán lázadást, de a tömegeket nem lehetett megállítani, ezért az élükre álltak. Július 4-re nagyszabású békés tüntetést hirdettek. A Petrográdi Szovjetben azonban a bolsevikoknak még nem volt többségük, az eszer és mensevik tagok pedig a  felkelés ellen fordultak. A kormány tisztiiskolásokat és kozákokat mozgósított a részben felfegyverzett tüntetők ellen, több helyen lövöldözés alakult ki, számosan életüket vesztették. A kormány rendkívüli állapotot hirdetett, lefegyverezték a munkásokat, sok felkelőt és bolsevikot letartóztattak. Lenin ellen is elfogatási parancsot adtak ki, ezért el kellett rejtőznie, majd augusztusban Finnországba távozott. Júliusban újra bevezették a fronton a halálos ítéletet.
A kormány átalakult, Kerenszkij lett a miniszterelnök, tagjai kadetok, eszerek, és függetlenek voltak. Augusztus közepére Állami Tanácskozást hívtak össze, amelyen részt vettek a kereskedelmi és ipari körök, a földbirtokosok, a tábornoki kar, a papság képviselői, valamint a kadet párt politikusa. A szovjetek Központi Végrehajtó Bizottsága kis  létszámú, eszerekből és mensevikekből álló küldöttséggel képviseltette magát. A kormány azonban továbbra sem tudta megerősíteni a helyzetét.

## A Kornyilov-puccs

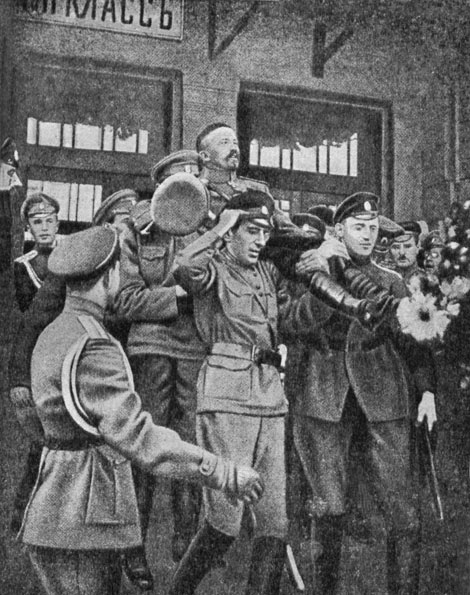
Kornyilov tisztjei körében

Augusztus végén Lavr Georgijevics Kornyilov tábornok, a hadsereg főparancsnoka jobbról próbálta megoldani a belső válságot azzal, hogy át kívánta venni a hatalmat és katonai diktatúrát vezetett volna be. Főhadiszállását Mogiljovban alakította ki, orosz egyenruhába öltöztetett brit katonák is támogatták, páncélosokkal. Kezdetben Kerenszkij is együttműködött vele, később azonban meggondolta magát és lázadóvá nyilvánította Kornyilovot. Pozícióját azonban csak a bolsevikok, a petrográdi forradalmi csapatok és a felfegyverzett munkások segítségével volt képes megőrizni. Maradék önállóságát is elvesztette, bár kikiáltotta magát a hadsereg főparancsnokának. Kiengedték a börtönökből a júliusi felkelés során elfogott bolsevik vezetőket, köztük Antonov-Ovszejenkót, Kollontajt, Kamenyevet és Trockijt.
Kerenszkij szeptember 1-jén/szeptember 14-én kikiáltotta az Oroszországi Köztársaságot, szeptember 12-ére összehívta az összoroszországi alkotmányozó nemzetgyűlést, feloszlatta az Állami Dumát és direktóriumot hozott létre. Szeptember 25-én újra átalakította az Ideiglenes Kormányt. Az irányítás azonban e nagyszabásúnak tűnő lépések ellenére már kicsúszott a kezéből. Október 25/november 7-én a bolsevikok átvették a hatalmat.

## Fordítás
- Ez a szócikk részben vagy egészben  a   Russian Provisional Government című angol Wikipédia-szócikk ezen változatának fordításán alapul.  Az eredeti cikk szerkesztőit annak laptörténete sorolja fel. Ez a jelzés csupán a megfogalmazás eredetét és a szerzői jogokat jelzi, nem szolgál a cikkben szereplő információk forrásmegjelöléseként.
- Ez a szócikk részben vagy egészben  a(z)   Временное правительство России című orosz Wikipédia-szócikk ezen változatának fordításán alapul.  Az eredeti cikk szerkesztőit annak laptörténete sorolja fel. Ez a jelzés csupán a megfogalmazás eredetét és a szerzői jogokat jelzi, nem szolgál a cikkben szereplő információk forrásmegjelöléseként.